# Australische Dunkelratte
Die Australische Dunkelratte (Rattus colletti) ist ein im Norden Australiens verbreitetes Nagetier in der Gattung der Ratten. Die Population wurde ursprünglich als Unterart der Dunklen Feldratte (Rattus sordidus) beschrieben. Trotz unterschiedlichen Karyotyps kommen bei Labortieren Hybride zwischen dieser Art und der Australischen Langhaarratte (Rattus villosissimus) vor.
Der Artzusatz im wissenschaftlichen Namen ehrt den norwegischen Zoologen Robert Collett.

## Merkmale
Die Größe ist mit einer Kopf-Rumpf-Länge von 65 bis 221 mm, einer Schwanzlänge von 78 bis 150 mm sowie einem Gewicht von 22 bis 213 g recht variabel. Die Hinterfüße sind 28 bis 32 mm lang und die Länge der Ohren erreicht 17 bis 21 mm. Die Haare des borstigen Fells der Oberseite haben graubraune und schwarzbraune Abschnitte, was ein gesprenkeltes Aussehen erzeugt. An den Körperseiten und an der Kehle hat das Fell gelbbraune Tönungen. Die Grenze zur helleren gelbbraunen bis hellgrauen Unterseite ist deutlich. Die Füße sind durch graubraune Haare auf der Oberseite und schwarze Sohlen gekennzeichnet. Die Australische Dunkelratte hat abgerundete graubraune Ohren und recht kurze Vibrissen. Auf dem dunkelgrauen bis schwarzen Schwanz sind wenige Haare verstreut. Von den paarig angeordneten Zitzen der Weibchen liegen sechs in Brustnähe und sechs im Leistenbereich.

## Verbreitung
Die Australische Dunkelratte bewohnt die Küstenzone von Northern Territory sowie vorgelagerte Inseln. Sie lebt im Flachland auf Grasflächen, die oft in Flussnähe liegen. Bei Überschwemmungen wandert sie ins Hügelland.

## Lebensweise
Die Exemplare graben an trockenen Stellen unterirdische Baue. Sie sind abhängig von der Regenmenge tag- oder nachtaktiv. Die Australische Dunkelratte bevorzugt ein ausgeglichenes Verhältnis zwischen feuchten und trockenen Perioden. Eine ungleiche Verteilung führt zur Abnahme der Bestandsgröße. Als Ruheplätze werden zusätzlich Baumhöhlen, ausgehöhlte Holzklötze oder Lücken zwischen Wurzeln genutzt. In der Regenzeit besteht die Nahrung vorwiegend aus Gräsern und Samen von Sauergrasgewächsen. Bei Trockenheit zählen nur Samen, die in Erdspalten gefunden werden, zur Nahrung. Diese Ratte frisst unter Wanderungen andere Pflanzenteile.
Je nach Wetterlage bringen Weibchen jährlich neun oder mehr Nachkommen zur Welt. Die Fortpflanzung erfolgt in der Übergangszeit zwischen feuchten und trockenen Phasen (meist im April). Drei Wochen nach der Geburt sind die Jungtiere selbstständig.

## Gefährdung
Die Zunahme von Salzwasser im Verbreitungsgebiet kann sich negativ auswirken. Dieser Prozess wird unter anderem durch eingeführte Wasserbüffel verursacht. Eine mögliche Beeinträchtigung sind nicht ursprüngliche Büsche und Gräser. Die sich stark ausbreitende Aga-Kröte kann eine zukünftige Bedrohung sein. Die IUCN listet die Australische Dunkelratte als nicht gefährdet (least concern), da sie in mehreren Schutzzonen vorkommt.